# Arena San Juan Pantitlán
Arena San Juan Pantitlán, eller bara Arena San Juan är en inomhusarena i stadsdelen Pantitlán precis mellan Ciudad Nezahualcóyotl och Mexico City i Mexiko. Arenan invigdes 1956.

## Galleri

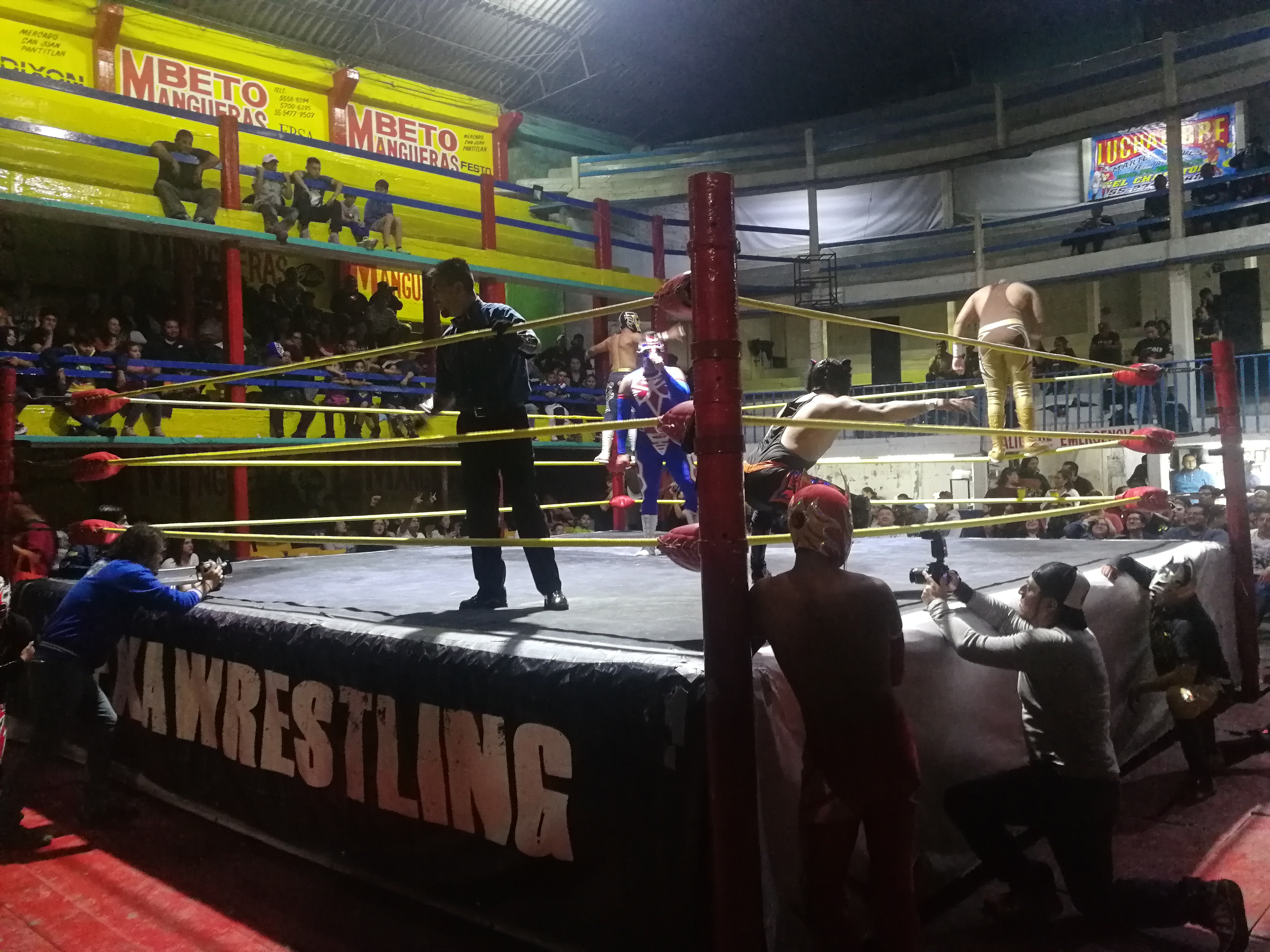
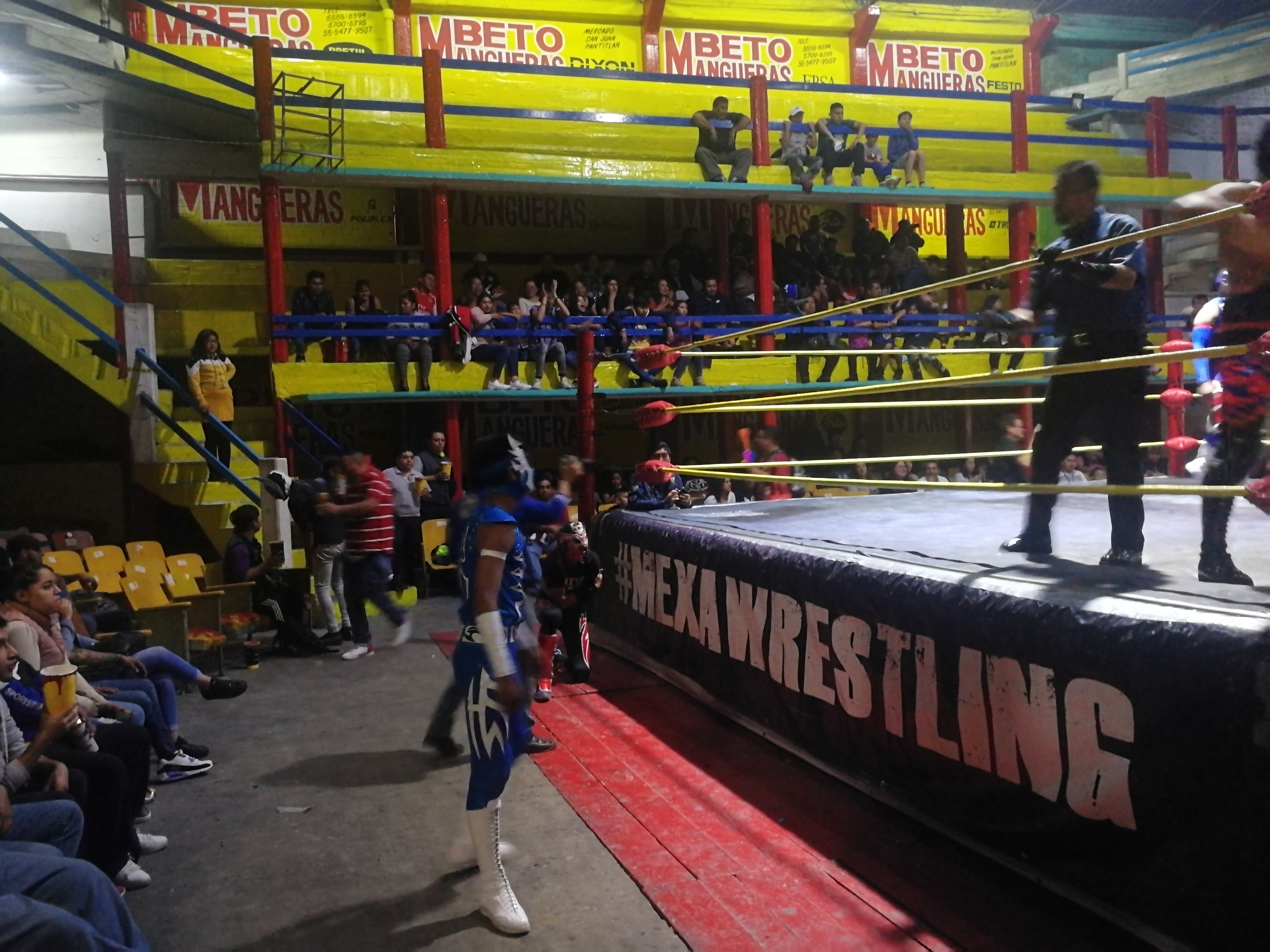
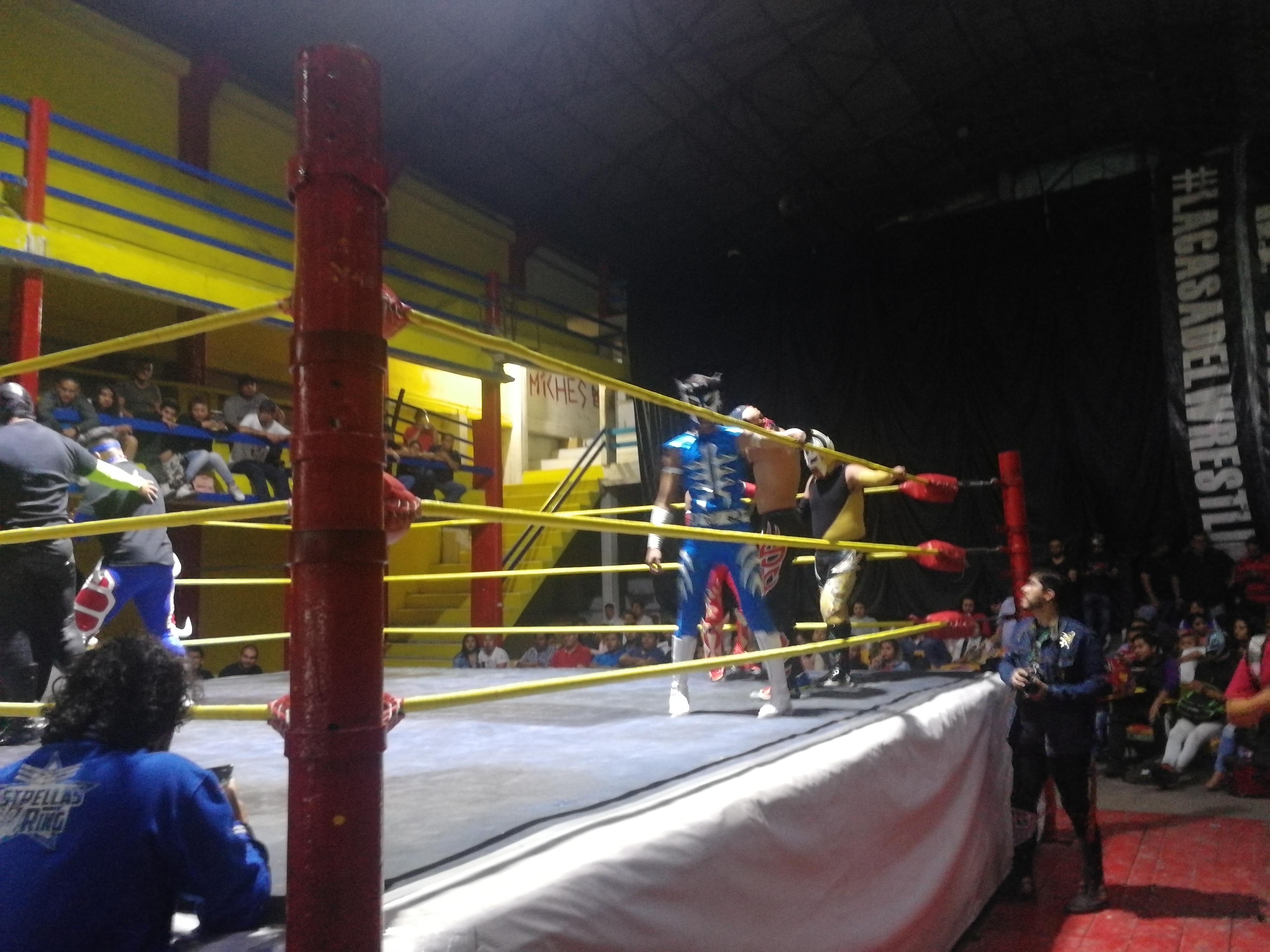
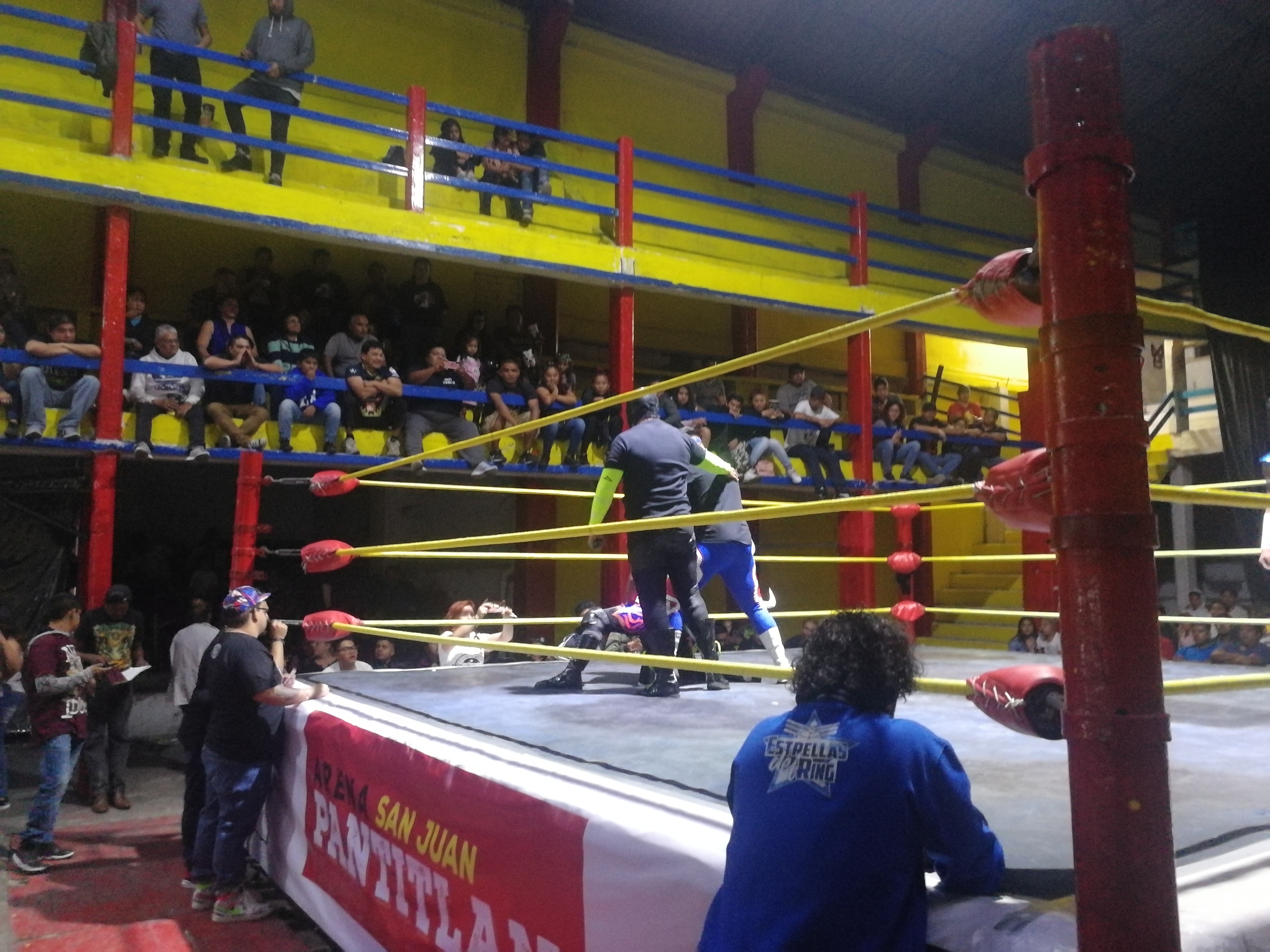